# Przebiegłe wielbłądy
Przebiegłe wielbłądy (oryg. Camel Up) – gra planszowa autorstwa Steffena Bogena wydana w 2014 roku przez Eggertspiele. Gra została laureatem nagrody Spiel des Jahres 2014. Polskim wydawcą gry jest Lucrum Games. Gra mechaniką przypomina Pędzące żółwie.
Gracze wcielają się w rolę kibiców, typujących zwycięzców i przegranego zorganizowanych właśnie wyścigów wielbłądów, odbywających się dookoła piramidy. W grze występują też różne zdarzenia losowe, utrudniające lub ułatwiające rozgrywkę. Gdy wielbłąd przekroczy linię mety, gra się kończy, a zwycięzcą zostaje ten, kto zdobędzie najwięcej funtów egipskich (punktów) za trafne wytypowanie zwycięzców oraz największego przegranego w danych etapach wyścigów. Dodatkowe funty egipskie gracze mogą zdobyć lub stracić w trakcie wyścigu poprzez wykładanie odpowiednich kart pustyni (oaza lub fatamorgana).

## Zawartość gry
- 1 piramida 3D: tekturowe części i gumka recepturka
- 1 plansza
- 5 pionków wielbłądów
- 5 kostek sześciennych
- 40 kart do gry
- 15 kafelków typowania
- 8 kafelków pustyni
- 5 kafelków piramidy
- 20 banknotów
- 50 monet
- 1 znacznik gracza rozpoczynającego rundę